# Gustav-Heinemann-Kaserne
Die Gustav-Heinemann-Kaserne war eine von 1936 bis 2003 genutzte Kaserne im Essener Stadtteil Kray. 

## Lage
Das ehemalige Kasernengelände befindet sich nördlich der Straße Am Zehnthof im Stadtteil Essen-Kray direkt südlich der Bundesautobahn A40 und umfasst eine Gesamtfläche von rund 202.000 m².

## Geschichte
Die Kaserne wurde 1936 bei der Aufrüstung der Wehrmacht für die Flakartillerie erbaut. Nach 1945 wurde sie von der britischen Rheinarmee genutzt, bis am 27. Mai 1960  das I. Deutsche Korps den Auftrag erhielt, dort das Fernmeldebataillon 71 aufzustellen. 
Im März 1962 wurde das Fernmeldebataillon 71 der Heeresgruppe Nord der NATO unterstellt und Teil der NORTHAG SIGNAL SUPPORT GROUP, damit verbunden war die Stationierung von NATO-Gerät in der Kaserne. Im Oktober 1970 erhielt das Bataillon den Namen Fernmeldebataillon 840 NORTHAG. 1994 verlegte das Fernmeldebataillon 890 CENTAG aus der Philippsburger Salm-Kaserne nach Essen und „fusionierte“ mit dem Fernmeldebataillon 840 zum Fernmelderegiment 990, welches bereits 2002 zum Fernmeldebataillon 990 umgegliedert und schließlich im Juni 2002 in Fernmeldebataillon 284 umbenannt wurde.
Mit einem Feierlichen Gelöbnis und Ausmarsch aus dem Standort Essen verabschiedete sich das Fernmeldebataillon 284 am 21. März 2003 als letzter Verband aus dem Ruhrgebiet und verlegte seinen Sitz in die Schill-Kaserne nach Wesel, wo es in abgewandelter Form weiterbesteht. Der acht Meter hohe kupferverkleidete Holzgestell-Glockenturm der katholischen Standortkapelle wurde abgebaut und ebenfalls nach Wesel verbracht.

## Namensgebung
Ihren Namen erhielt die Kaserne im Jahre 1978 nach dem in Essen am 7. Juli 1976 verstorbenen früheren Bundespräsidenten Gustav Heinemann.

## Sonstiges
Der Namensgeber Gustav Heinemann trat wegen der von Konrad Adenauer eingeleiteten Wiederbewaffnung der Bundesrepublik 1950 von seinem Amt als Bundesminister des Innern zurück.
In der Kaserne war bis zu deren Auflösung eine Sammelstelle von „Lachen helfen e.V.“, der Privatinitiative deutscher Soldaten zur Hilfe für Kinder in Kriegs- und Krisengebieten.
Das Gelände wurde im gleichen Jahr des Abzuges der Fernmelder zum Großteil an die Medion AG veräußert, die dort einen Technologiepark auf einer Fläche von ca. 170.000 m² betreibt. Außerdem siedelte sich die Zollverwaltung an und bündelte damit ihre Aktivitäten in Essen. Seit 2011 befindet sich auf dem ehemaligen Kasernengelände auch das  türkische Generalkonsulat in Essen (vormals Alfredstraße).